# Terézia Mora
Terézia Mora (n. Sopron, 5 de febrero de 1971) es una escritora, guionista y traductora húngara.

## Biografía
Mora nació en Hungría y se mudó a Alemania tras los cambios políticos en Hungría en 1990. Estudió filología húngara y arte dramático en la Universidad Humboldt de Berlín, y se formó como guionista en la Deutsche Film und Fernsehakademie Berlin.
Toda su obra está escrita en alemán y ha traducido también obras húngaras. Su labor literaria ha sido reconocida y galardonada en numerosas ocasiones.

## Premios
- Premio Ingeborg Bachmann en 1999
- Premio Franz Nabl en 2007
- Premio Adalbert-von-Chamisso en 2010, uno de los premios más importantes en el marco de la literatura intercultural en lengua alemana.[4]
- Premio Deutscher Buchpreis en 2013, premio a la mejor novela en lengua alemana.[5]
- Premio Georg Büchner en 2018,  el más importante reconocimiento a la obra completa en lengua alemana.[6]

## Obra

### Prosa
- Seltsame Materie, 1999, ISBN 3-498-04471-0.
- Alle Tage, 2004, ISBN 3-630-87185-2.
- Der einzige Mann auf dem Kontinent, Luchterhand Literaturverlag, Múnich, 2009, ISBN 3-630-87271-9.
- Das Ungeheuer, Luchterhand Literaturverlag, Múnich, 2013, ISBN 3-630-87365-0.
- Die Liebe unter Aliens, Erzählungen. Luchterhand Literaturverlag, Múnich, 2016, ISBN 978-3-630-87319-0.

### Guiones
- Die Wege des Wassers in Erzincan, filme, 30 min (1998).
- Boomtown/Am Ende der Stadt, filme, 30 min (1999).
- Das Alibi, filme, 90 min (2000).

### Obras de teatro
- So was in der Art (2003)

### Obras radiofónicas
- Miss June Ruby (2006)

### Ensayo
- Über die Drastik, in: BELLA triste Nr. 16 (2006).

### Traducciones
- Harmonia Caelestis, Péter Esterházy (2001).
- Minutennovellen, István Örkény (2002).
- Die letzte Fenstergiraffe, Péter Zilahy (2004).
- Meines Helden Platz, Lajos Parti Nagy (2005).
- Flucht der Prosa in Einführung in die schöne Bibliographie, Péter Esterházy (2006).